# Amadou Ciss
Amadou Ciss (Guédiawaye, 7 september 1999) is een Senegalees voetballer die als middenvelder en aanvaller voor Amiens SC speelt.

## Carrière
Amadou Ciss speelde in de jeugd van het Senegalese Teungueth FC, waarna hij in 2017 naar het Franse Pau FC vertrok. Met Pau speelde hij vierentwintig wedstrijden in de Championnat National, en drie wedstrijden voor het tweede elftal in de Championnat National 3. In 2018 vertrok hij naar Fortuna Sittard, waar hij een contract tot 2022 tekende. Hij debuteerde voor Fortuna op 1 september 2018, in de met 1-1 gelijkgespeelde thuiswedstrijd tegen FC Utrecht. Hij kwam in de 73e minuut in het veld voor Ahmed El Messaoudi, en gaf in de 74e minuut de assist op de gelijkmaker van Andrija Novakovich. In zijn tweede seizoen bij Fortuna, 2019/20, werd hij een vaste waarde in het elftal en scoorde hij zesmaal. In de zomer van 2020 vertrok hij voor een bedrag van 1,2 miljoen euro naar Amiens SC. Hier begon hij als vaste basisspeler in de Ligue 2, maar raakte deze basisplaats na een paar maanden kwijt. In de tweede seizoenshelft van het seizoen 2021/22 werd hij verhuurd aan het Turkse Adanaspor, in het seizoen 2022/23 aan het Cypriotische AEL Limasol.

### Statistieken
| Seizoen                    | Club            | Land           | Competitie        | Competitie | Competitie | Beker | Beker | Totaal | Totaal |
| Seizoen                    | Club            | Land           | Competitie        | Wed.       | Dlp.       | Wed.  | Dlp.  | Wed.   | Dlp.   |
| -------------------------- | --------------- | -------------- | ----------------- | ---------- | ---------- | ----- | ----- | ------ | ------ |
| 2017/18                    | Pau FC          | Frankrijk      | Champ. National   | 24         | 2          | ?     | ?     | 24     | 2      |
| 2017/18                    | Pau FC II       | Frankrijk      | Champ. National 3 | 3          | 1          | –     | –     | 3      | 1      |
| 2018/19                    | Fortuna Sittard | Nederland      | Eredivisie        | 10         | 0          | 0     | 0     | 10     | 0      |
| 2019/20                    | Fortuna Sittard | Nederland      | Eredivisie        | 22         | 6          | 2     | 0     | 24     | 6      |
| 2020/21                    | Amiens SC       | Frankrijk      | Ligue 2           | 21         | 3          | 2     | 0     | 23     | 3      |
| 2021/22                    | Amiens SC       | Frankrijk      | Ligue 2           | 9          | 0          | 1     | 0     | 10     | 0      |
| 2021/22                    | Amiens SC B     | Frankrijk      | National 3        | 1          | 0          | –     | –     | 1      | 0      |
| 2021/22                    | → Adanaspor     | Turkije        | TFF 1. Lig        | 14         | 5          | 0     | 0     | 14     | 5      |
| 2022/23                    | Amiens SC       | Frankrijk      | Ligue 2           | 0          | 0          | 0     | 0     | 0      | 0      |
| 2022/23                    | → AEL Limasol   | Cyprus         | A Divizion        | 15         | 0          | 2     | 1     | 17     | 1      |
| Carrièretotaal             | Carrièretotaal  | Carrièretotaal | Carrièretotaal    | 119        | 17         | 7     | 1     | 126    | 18     |
| Bijgewerkt op 23 juni 2023 |                 |                |                   |            |            |       |       |        |        |